# Simulium blantoni
Simulium blantoni är en tvåvingeart som beskrevs av William D. Field 1967. Simulium blantoni ingår i släktet Simulium och familjen knott.
Artens utbredningsområde är Panama. Inga underarter finns listade i Catalogue of Life.